# Lanham-Seabrook
Lanham-Seabrook és una concentració de població designada pel cens dels Estats Units a l'estat de Maryland. Segons el cens del 2000 tenia 18.190 habitants.

## Demografia
Segons el cens del 2000, Lanham-Seabrook tenia 18.190 habitants, 6.219 habitatges, i 4.701 famílies. La densitat de població era de 1.335,2 habitants per km².
Dels 6.219 habitatges en un 36,4% hi vivien nens de menys de 18 anys, en un 52,7% hi vivien parelles casades, en un 17,8% dones solteres, i en un 24,4% no eren unitats familiars. En el 19,2% dels habitatges hi vivien persones soles el 4,3% de les quals corresponia a persones de 65 anys o més que vivien soles. El nombre mitjà de persones vivint en cada habitatge era de 2,9 i el nombre mitjà de persones que vivien en cada família era de 3,32.
Per edats la població es repartia de la següent manera: un 26,9% tenia menys de 18 anys, un 8,2% entre 18 i 24, un 32,1% entre 25 i 44, un 24,5% de 45 a 60 i un 8,4% 65 anys o més.
L'edat mediana era de 36 anys. Per cada 100 dones de 18 o més anys hi havia 87,9 homes.
La renda mediana per habitatge era de 63.450 $ i la renda mediana per família de 70.094 $. Els homes tenien una renda mediana de 41.345 $ mentre que les dones 37.571 $. La renda per capita de la població era de 25.066 $. Entorn del 3,6% de les famílies i el 4,8% de la població estaven per davall del llindar de pobresa.

## Poblacions més properes
El següent diagrama mostra les poblacions més properes.